# Хела (бронепалубный крейсер)
Бронепалубный крейсер «Хела» (нем. Hela) — один из первых немецких бронепалубных крейсеров малого водоизмещения. По существу являлся версией авизо, которым и числился до 1899 года.

## Проектирование
Проект развился из бронепалубных авизо типа «Ягд» (нем. Wacht). Иностранным аналогом немецких авизо являлись минные крейсера или скауты. Эти корабли предназначались для ведения разведки и посыльной службы при эскадрах.

## Конструкция

### Корпус
«Хела» выделялась среди немецких крейсеров того времени солидных размеров тараном, для германского судостроения не типичным. Несмотря на скромное водоизмещение, мореходность крейсера считалась очень хорошей.

### Силовая установка
«Хела» имела 2 паровые машины тройного расширения, которые питались паром от шести котлов локомотивного типа. В ходе модернизации котлы заменили на восемь новых, при этом изменился внешний вид корабля. Максимальная скорость крейсера на испытаниях составила 20,5 узлов. Дальность плавания составила 3000 миль на 12 узлах. Запас угля был увеличен с 370 до 412 тонн.

### Бронирование
Бронирование крейсера оказалось очень слабым. Броневая палуба имела толщину 20 мм в плоской части, утолщаясь на скосах до 25 мм. Лёгкое броневое прикрытие также имела боевая рубка.

### Вооружение
Главным калибром маленького крейсера стали 88-мм орудия SK L/30. Они могли посылать снаряды весом 7 кг на дальность до 6900 м, с начальной скоростью 590 м/с. Скорострельность в благоприятных условиях составляла до 15 выстрелов в минуту. Вспомогательный калибр был представлен 50-мм орудиями SK L/40. Они стреляли снарядами весом 1,75 кг на дальность до 6200 м. Скорострельность достигала 10 выстрелов в минуту.

## Служба
«Хела» была заложена в 1893 году на верфи «Везер» в Бремене. На воду крейсер спустили 28 марта 1895 года, а в строй он вступил 3 мая 1896 года. В 1900—1901 годах действовал у берегов Китая, способствуя подавлению восстания Ихэтуаней. В 1903—1906 годах прошёл ремонт и модернизацию на верфи ВМФ в Данциге. С 1910 года использовался как тендер, далее стал блокшивом. С началом Первой мировой войны использовался как патрульный корабль. Был потоплен торпедами британской подводной лодки E-9 13 сентября 1914 года у острова Гельголанд, однако, благодаря своевременно начатым спасательным работам, почти весь экипаж был поднят подоспевшими немецкими кораблями. Потери составили только два человека.

## Оценка проекта
Несмотря на достоинства проекта, эксплуатация «Хелы» показала, что корабль слишком тихоходен и слабо вооружён для ведения разведки в интересах флота.